# Cochlespira pulcherrissima
Cochlespira pulcherrissima is een slakkensoort uit de familie van de Cochlespiridae. De wetenschappelijke naam van de soort is voor het eerst geldig gepubliceerd in 1955 door Kira.